# 동리목월문학관
동리목월문학관(東里木月文學館)은 경상북도 경주시 진현동 불국사 입구에 있는 소설가 김동리와 시인 박목월의 문학 및 시론 등을 전시하는 전시관이다. 경주시에서 운영하는 공립문학관이며 실제 경주 출신인 두 문학인의 소설과 시집에 대한 문학 내용을 전시한다.

## 전시현황
- 김동리 저서 소설책 전시
- 김동리의 문학세계관
- 김동리가 살아온 길
- 김동리 집필 서재
- 김동리 선생 흉상
- 박목월 저서 시집 전시
- 박목월의 시론과 시학
- 박목월이 살아온 길
- 박목월 집필 서재
- 박목월 시인 흉상

## 같이 보기
- 김동리
- 박목월
- 동리·목월문학상
- 불국사